# Bulbostylis squarrosa
Bulbostylis squarrosa är en halvgräsart som först beskrevs av Kaare Arnstein Lye, och fick sitt nu gällande namn av Bernard Verdcourt. Bulbostylis squarrosa ingår i släktet Bulbostylis och familjen halvgräs. Inga underarter finns listade i Catalogue of Life.